# Borislav Ivkov
Borislav Ivkov, cyr. Борислав Ивков (ur. 12 listopada 1933 w Belgradzie, zm. 14 lutego 2022) – serbski szachista, sędzia klasy międzynarodowej (International Arbiter od 1986), arcymistrz od 1955 roku.

## Kariera szachowa

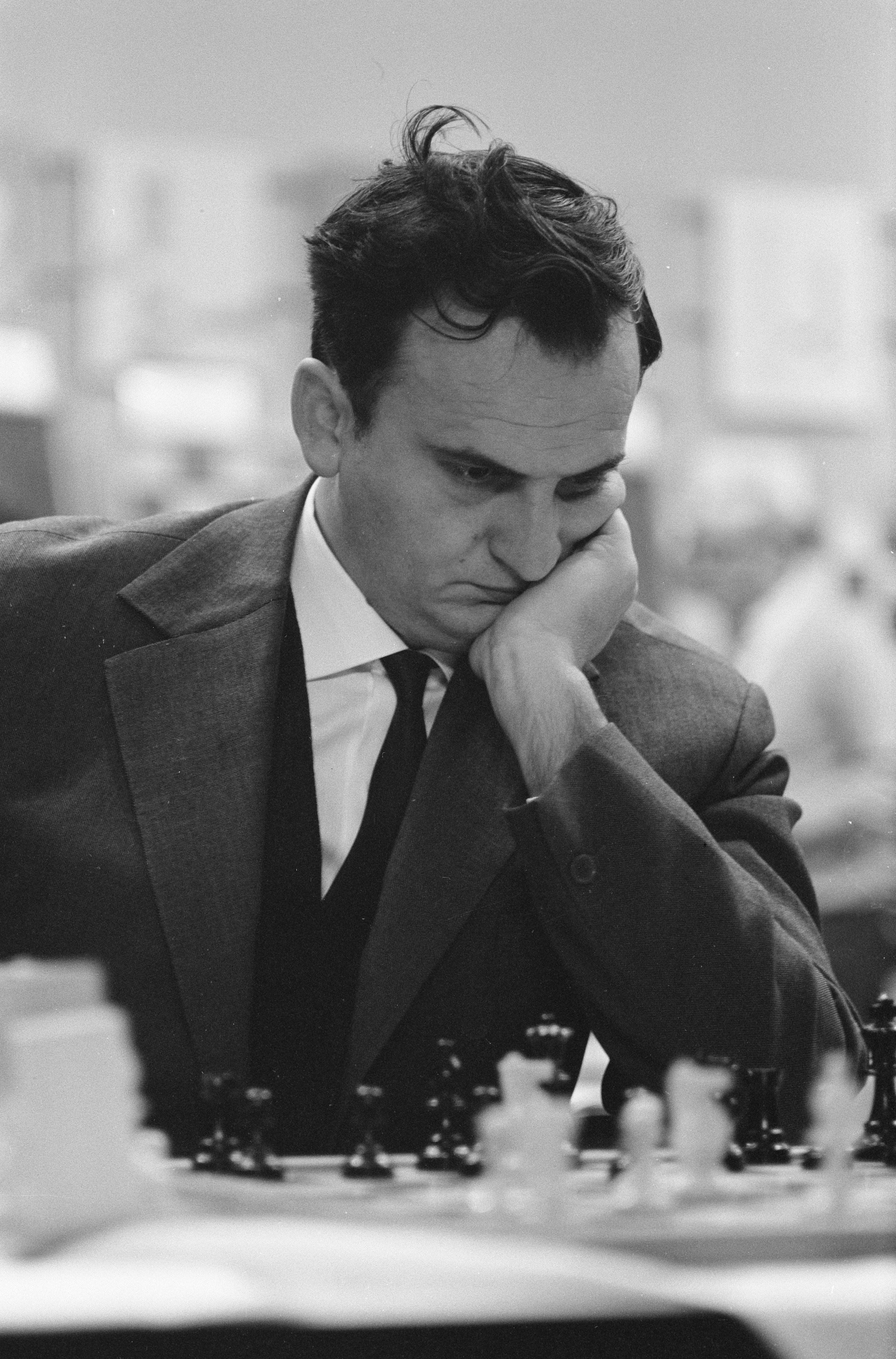
Borislav Ivkov, 1963

W 1951 roku, w wieku 18 lat został pierwszym mistrzem świata juniorów. W latach 1964–1979 pięciokrotnie uczestniczył w turniejach międzystrefowych, eliminacjach do mistrzostw świata. W tym cyklu rozgrywek największy sukces odniósł w 1964 roku na turnieju międzystrefowym w Amsterdamie, w którym zajął VII miejsce i zakwalifikował się do meczów pretendentów. Rok później w meczu ćwierćfinałowym przegrał w Bledzie z Bentem Larsenem 2½ – 5½.
Ivkov dwunastokrotnie reprezentował Jugosławię na olimpiadach szachowych, po raz pierwszy w 1956 roku. Razem z drużyną zdobył sześć srebrnych i trzy brązowe medale oraz indywidualnie - dwa złote, dwa srebrne i jeden brązowy medal. Był również ośmiokrotnym medalistą drużynowych mistrzostw Europy.
W 1961 r. wraz z Larsenem wygrał turniej Hoogovens w Holandii, wyprzedzając Wolfganga Uhlmanna i Fridrika Olafssona. Największym jego sukcesem turniejowym było dzielone z Uhlmannem I miejsce w Zagrzebiu w 1965 r., przed Tigranem Petrosjanem, Lajosem Portischem, Brunonem Parmą i Dawidem Bronsteinem. Dwukrotnie (1958, wraz z Petarem Trifunoviciem i 1967, wraz z Leonidem Steinem) podzielił I miejsca w turniejach Bosna w Sarajewie, natomiast w 1974 zwyciężył (wraz z Władimirem Tukmakowem i Vlastimilem Jansą) w turnieju IBM w Amsterdamie. W 1970 r. wystąpił w reprezentacji reszty świata w meczu z drużyną ZSRR, ulegając 1–3 Paulowi Keresowi.
W czasie swojej kariery czterokrotnie zdobył tytuł mistrza Jugosławii.
Sukcesy międzynarodowe odnosił również w kategorii "weteranów" (zawodników powyżej 60. roku życia): w 1998 r. zdobył w Grieskirchen brązowy medal mistrzostw świata, natomiast w 2006 r. w Davos – tytuł mistrza Europy. Według stanu na 1 stycznia 2020, był jednym z ostatnich żyjących szachistów o liczbie Morphy’ego równej 3.
Według systemu Chessmetrics, najwyższy ranking w karierze osiągnął w październiku 1956 r., z wynikiem 2715 zajmował wówczas 9. miejsce na świecie.